# Svenska mästerskapen i friidrott 2024
Svenska mästerskapen i friidrott 2024 är de 129:e svenska mästerskapen, med följande deltävlingar:
- SM traillöpning den 15 till 16 mars i Ljugarn; arrangör Wisby ULF
- SM gång 20 km/35 km den 27 april i Växjö; arrangör Växjö LK
- SM 100 km landsväg / 24-timmarslöpning den 27 till 28 april i Växjö; arrangör Växjö LK
- SM stafett den 25 till 26 maj på Uppsala friidrottsarena, Uppsala; arrangör Upsala IF
- SM maraton den 1 juni i Stockholm; arrangörer Hässelby SK och Spårvägens FK
- SM gång väg den 15 juni i Eskilstuna; arrangör Eskilstuna FI
- Stora SM (Friidrotts-SM) den 28 till 30 juni på Rimnersvallen, Uddevalla; arrangör IK Orient
- SM 10 km landsväg den 24 juli i Kalmar; arrangör Högby IF
- SM lag den 17 augusti på Sollentunavallen, Sollentuna; arrangörer Turebergs FK, Hässelby SK och Spårvägens FK
- SM halvmaraton den 7 september i Stockholm; arrangörer Hässelby SK, Spårvägens FK och Turebergs FK
- SM traillöpning kortdistans den 7 september i Ljungskile; arrangör Hälle IF
- SM terräng den 26 och 27 oktober i Jönköping; arrangör IKHP Huskvarna

## Medaljörer

### Herrar

#### Gång- och löpgrenar
| Gren               | Guld                    | Guld                                                                                    | Guld                     | Silver              | Silver                                                                           | Silver          | Brons                  | Brons                                                                 | Brons           |
| 100 meter          | Henrik Larsson          | IF Göta                                                                                 | 10,24                    | Linus Pihl          | IK Lerum FI                                                                      | 10,44 0PB0      | Zion Eriksson          | Falu IK                                                               | 10,52           |
| 200 meter          | Henrik Larsson          | IF Göta                                                                                 | 20,55                    | Erik Erlandsson     | IFK Lund                                                                         | 20,57           | William Trulsson       | Malmö AI                                                              | 20,86 0=PB0     |
| 400 meter          | Carl Bengtström         | Örgryte IS                                                                              | 45,74 0PB0               | Kasper Kadestål     | Malmö AI                                                                         | 46,14 0PB0      | Nick Ekelund-Arenander | Malmö AI                                                              | 46,73 0SB0      |
| 800 meter          | Habtom Asgede           | Turebergs FK                                                                            | 1.49,70                  | Andreas Kramer      | Ullevi FK                                                                        | 1.49,73         | Samuel Pihlström       | Hälle IF                                                              | 1.50,04         |
| 1 500 meter        | Samuel Pihlström        | Hälle IF                                                                                | 3.45,69                  | Jonathan Grahn      | Mölndals AIK                                                                     | 3.49,34         | Yohannes Kiflay        | Hässelby SK                                                           | 3.53,52         |
| 5 000 meter        | Karl Ottfalk            | IFK Lidingö                                                                             | 14.00,60                 | Emil Danielsson     | Spårvägens FK                                                                    | 14.01,18        | Jonathan Grahn         | Mölndals AIK                                                          | 14.02,15 0SB0   |
| 10 000 meter       | Samuel Russom           | Hässelby SK                                                                             | 29.35,19 0SB0            | Arvid Öhrn          | Hälle IF                                                                         | 29.36,36 0PB0   | Awet Mengsteab         | Örgryte IS                                                            | 29.38,07 0PB0   |
| Halvmaraton        | Ebba Tulu Chala         | Keep Up RC                                                                              | 1:04.08 0SB0             | Samuel Russom       | Hässelby SK                                                                      | 1:04.26 0SB0    | Jonas Glans            | Malmö AI                                                              | 1:05.40         |
| Maraton            | Ebba Tulu Chala         | Keep Up RC                                                                              | 2:18.43                  | Archibald Casteel   | Spårvägens FK                                                                    | 2:18.50         | Linus Rosdahl          | Hässelby SK                                                           | 2:19.36         |
| 10 km landsväg     | Samuel Russom           | Hässelby SK                                                                             | 29.05 0SB0               | David Nilsson       | Högby IF                                                                         | 29.19 0SB0      | Linus Rosdahl          | Hässelby SK                                                           | 29.36 0SB0      |
| 100 km landsväg    | Olle Meijer             | Hälle IF                                                                                | 6:20.51 0MR0, 0PB0, 0NR0 | Erik Anfält         | Örebro AIK                                                                       | 6:56.42 0PB0    | Fritjof Fagerlund      | LK Roslagen                                                           | 7:26.51 0SB0    |
| 4 km terräng       | Leo Magnusson           | Sävedalens AIK                                                                          | 11.31                    | Martin Regborn      | KFUM Örebro                                                                      | 11.37           | Axel Djurberg          | Hässelby SK                                                           | 11.39           |
| 10 km terräng      | Mohammadreza Abootorabi | Spårvägens FK                                                                           | 31.11                    | Awet Mengsteab      | Örgryte IS                                                                       | 31.12           | Oliver Löfqvist        | Spårvägens FK                                                         | 31.13           |
| 4 km terräng lag   | Hälle IF, lag 1         | Samuel Pihlström Max Peter Bejmer Elias Jonsson Olle Ahlberg Håvard Sandstad Eidsmo     | 21 p                     | Tjalve FIF          | Olle Kalered Tim Robertson August Mollén                                         | 32 p            | Hälle IF, lag 2        | Arvid Öhrn Petter Svensson Linus Agervig Kristiansson Sharmarke Ahmed | 54 p            |
| 10 km terräng lag  | Spårvägens FK           | Mohammadreza Abootorabi Oliver Löfqvist Archibald Casteel Daniel Gleimar Hugo Setthagen | 23 p                     | Hälle IF            | Max Peter Bejmer Elias Jonsson Petter Svensson Sharmarke Ahmed Olle Ahlberg      | 27 p            | Hässelby SK            | Axel Djurberg John Kingstedt Elmar Engholm Erik Djurberg              | 50 p            |
| 37 km traillöpning | Linus Hultegård         | Sävedalens AIK                                                                          | 2:44.02                  | Anton Gustafsson    | Hälle IF                                                                         | 2:45.38         | Jonatan Fridolfsson    | Sävedalens AIK                                                        | 2:46.28         |
| 81 km traillöpning | Anton Gustafsson        | Hälle IF                                                                                | 5:38.37                  | Johan Lantz         | Ockelbo SK                                                                       | 5:48.42         | Joacim Lantz           | Ockelbo SK                                                            | 5:53.22         |
| Traillöpning lag   | Umara SC                | Jon Brunk, Glenn Hammarlund, Jens Berkler, Edvin Simmingsköld, Mikael Svalstrand        | 57 p                     | Wisby ULF           | Johan Rosengren, Thomas Estrin, Gustav Jemt Gardell, Urban Sandgren, Peter Glans | 73 p            | Wisby ULF              | Mattias White, Johan Gråberg, Johan Ehrin                             | 110 p           |
| 3 000 meter hinder | Leo Magnusson           | Sävedalens AIK                                                                          | 8.22,03 0MR0             | Emil Blomberg       | Hässelby SK                                                                      | 8.22,17         | Vidar Johansson        | Ullevi FK                                                             | 8.42,55         |
| 110 meter häck     | Anton Levin             | IFK Lidingö                                                                             | 14,29                    | Sidrak Afework      | Spårvägens FK                                                                    | 14,35           | Ludvig All             | Täby IS                                                               | 14,39 0PB0      |
| 400 meter häck     | David Thid              | Spårvägens FK                                                                           | 50,73                    | Anton Bertilsson    | IFK Växjö                                                                        | 52,07 0SB0      | Gustav Karlsson        | Örgryte IS                                                            | 52,73 0SB0      |
| 4 × 100 meter      | IFK Lidingö             | Filip Olsson Desmond Rogo Simon Martinsson Jean-Christian Zirignon                      | 40,20                    | Malmö AI            | Thomas Jones Austin Hamilton Edvin Assarsson William Trulsson                    | 40,35           | Hammarby IF            | Jonatan Borg Viktor Wall Alexander Pilgrim Dennis Otieno              | 40,54           |
| 4 × 400 meter      | Malmö AI                | Nick Ekelund-Arenander Ivano Bevanda Kasper Kadestål William Trulsson                   | 3.08,95                  | Örgryte IS          | Samuel Wiik Carl Bengtström Marcus Tornée Karl Wållgren                          | 3.09,29         | Turebergs FK           | David Mattiasson Saviola Mbugua Waithira Habtom Asgede Emil Johansson | 3.13,91         |
| 4 × 800 meter      | Turebergs FK            | Noa Steiner Johan Eriksson Valter Kjellberg Habtom Asgede                               | 7.35,25                  | Hälle IF            | Petter Svensson Arvid Öhrn Benjamin Åberg Jonas Magnusson                        | 7.36,94         | Mölndals AIK           | Elias Eliasson Kevin Bodén Eric Källman Victor Wahlgren               | 7.39,19         |
| 4 × 1 500 meter    | Spårvägens FK           | Daniel Gleimar Kalle Berglund Oliver Löfqvist Abdelfath Yassin                          | 15.37,36                 | IFK Lidingö         | Axel Alness Borg Sebastian Lörstad Olof Silvander Karl Ottfalk                   | 15.47,34        | Hälle IF               | Petter Svensson Olle Meijer Sharmarke Ahmed Arvid Öhrn                | 16.04,61        |
| Gång 10 000 m      | Hampus Otterborg        | T Ultrasweden LK                                                                        | 49.28,76 0PB0            | Christer Svensson   | Växjö AIS                                                                        | 49.42,72 0SB0   | Tobias Andervang       | Borås LK                                                              | 50.35,09 0PB0   |
| Gång 20 km         | Perseus Karlström       | Eskilstuna FI                                                                           | 1:33.43                  | Christer Svensson   | Växjö AIS                                                                        | 1:47.40         | Mustafa Aenenboyr      | Eskilstuna FI                                                         | 2:00.42 0SB0    |
| Gång 35 km         | Christer Svensson       | Växjö AIS                                                                               | 3:31.15 0PB0             | Fredrik Svensson    | Växjö AIS                                                                        | 3:44.39 0SB0    | Henrik Kopp Söderström | Axa SC                                                                | 4:23.01 0PB0    |
| 24-timmarslöpning  | Torbjörn Gyllebring     | Umara SC                                                                                | 243,142 km 0SB0          | Christian Malmström | T Blekinge LF                                                                    | 232,462 km 0SB0 | Mikael Gottberg        | IF Kville                                                             | 221,793 km 0SB0 |

#### Teknikgrenar
| Gren          | Guld              | Guld          | Guld       | Silver           | Silver        | Silver     | Brons                                           | Brons                            | Brons      |
| Höjdhopp      | Melwin Lycke Holm | Kils AIK      | 2,15       | Fabian Steene    | IF Kville     | 2,05 0PB0  | Albin ErikssonSvante SvenssonAgustin Hilmersson | Tyresö FKSävedalens AIKIK Orient | 2,01       |
| Stavhopp      | Linus Jönsson     | Tjalve FIF    | 5,43 0PB0  | William Asker    | Örgryte IS    | 5,33 0=SB0 | Axel Rogö                                       | IFK Göteborg                     | 5,02       |
| Längdhopp     | Thobias Montler   | Ullevi FK     | 7,88 0SB0  | Joakim Hellbratt | Huddinge AIS  | 7,63w      | Elias Kapell                                    | Hammarby IF                      | 7,62 0PB0  |
| Tresteg       | Jesper Hellström  | Hässelby SK   | 15,95 0SB0 | Gabriel Wallmark | Örgryte IS    | 15,72      | Melker Manne                                    | Ullevi FK                        | 15,23 0PB0 |
| Kulstötning   | Wictor Petersson  | Malmö AI      | 20,48      | Jesper Arbinge   | Spårvägens FK | 20,18      | Viktor Gardenkrans                              | Högby IF                         | 18,76      |
| Diskus        | Daniel Ståhl      | Spårvägens FK | 65,59      | Simon Pettersson | Upsala IF     | 61,83      | Jesper Ahlin                                    | Turebergs FK                     | 55,45      |
| Släggkastning | Ragnar Carlsson   | Hässelby SK   | 75,65      | Hugo Sörby       | Upsala IF     | 66,97      | Alfons Haals                                    | Västerås FK                      | 66,57      |
| Spjutkastning | Jakob Eriksson    | IF Göta       | 69,24 0SB0 | Albert Ottander  | IFK Umeå      | 66,23 0SB0 | Theodor Thor                                    | Eskilstuna FI                    | 65,81      |

#### Övrigt
| Gren       | Guld          | Guld        | Guld         | Silver             | Silver    | Silver       | Brons              | Brons       | Brons        |
| Tiokamp    | Elliot Duvert | Hässelby SK | 7 813 p 0PB0 | Andreas Gustafsson | Upsala IF | 7 233 p 0SB0 | Malte Fuchs Edberg | IFK Lidingö | 6 792 p 0PB0 |
| Lagtävling | Örgryte IS    | —           | 111,5 p.     | Turebergs FK       | —         | 92,5 p.      | Malmö AI           | —           | 91,5 p.      |

### Damer

#### Gång- och löpgrenar
| Gren               | Guld                | Guld                                                                     | Guld                  | Silver             | Silver                                                                                    | Silver               | Brons              | Brons                                                        | Brons           |
| 100 meter          | Julia Henriksson    | Malmö AI                                                                 | 11,08w                | Elvira Tanderud    | Ullevi FK                                                                                 | 11,47w               | Michelle De Silva  | Mölndals AIK                                                 | 11,54w          |
| 200 meter          | Julia Henriksson    | Malmö AI                                                                 | 22,93 0MR0            | Nora Lindahl       | Hässelby SK                                                                               | 23,17                | Moa Hjelmer        | Spårvägens FK                                                | 23,95 0SB0      |
| 400 meter          | Jonna Claesson      | Spårvägens FK                                                            | 53,49 0PB0            | Lisa Lilja         | Örgryte IS                                                                                | 53,51                | Moa Hjelmer        | Spårvägens FK                                                | 53,81 0SB0      |
| 800 meter          | Wilma Nielsen       | Örgryte IS                                                               | 2.02,41               | Maria Freij        | Malmö AI                                                                                  | 2.03,34              | Yolanda Ngarambe   | Turebergs FK                                                 | 2.04,47         |
| 1 500 meter        | Yolanda Ngarambe    | Turebergs FK                                                             | 4.11,71               | Hanna Hermansson   | Turebergs FK                                                                              | 4.12,14              | Wilma Nielsen      | Örgryte IS                                                   | 4.12,51         |
| 5 000 meter        | Linn Söderholm      | Sävedalens AIK                                                           | 15.38,14 0PB0         | Elsa Sundqvist     | Upsala IF                                                                                 | 15.46,12 0NRJ0, 0PB0 | Emilia Lillemo     | Täby IS                                                      | 15.49,63 0PB0   |
| 10 000 meter       | Lovisa Modig        | Torsby LK                                                                | 34.24,74              | Evelina Henriksson | IFK Umeå                                                                                  | 34.38,94 0PB0        | Johanna Larsson    | Örgryte IS                                                   | 34.58,18        |
| Halvmaraton        | Carolina Wikström   | Upsala IF                                                                | 1:14.36               | Hanna Lindholm     | Eskilstuna FI                                                                             | 1:15.28              | Malin Starfelt     | Runacademy IF                                                | 1:16.22         |
| Maraton            | Carolina Wikström   | Upsala IF                                                                | 2:37.28               | Malin Starfelt     | Runacademy IF                                                                             | 2:41.25 0SB0         | Hanna Lindholm     | Högby IF                                                     | 2:43.57         |
| 10 km landsväg     | Meraf Bahta         | Ullevi FK                                                                | 32.52                 | Emilia Lillemo     | Täby IS                                                                                   | 32.56 0PB0           | Evelina Henriksson | IFK Umeå                                                     | 34.10 0PB0      |
| 100 km landsväg    | Nikita Steiner      | Hässelby SK                                                              | 7:35.39 0MR0, 0PB0    | Hanna Aho          | Navåsens FK                                                                               | 7:42.30 0PB0         | Madeleine Lundell  | Vänersborgs AIK                                              | 7:47.26 0PB0    |
| 4 km terräng       | Sarah Lahti         | Hässelby SK                                                              | 13.11                 | Emilia Lillemo     | Täby IS                                                                                   | 13.16                | Samrawit Mengsteab | Örgryte IS                                                   | 13.41           |
| 10 km terräng      | Emilia Lillemo      | Täby IS                                                                  | 35.57                 | Carolina Wikström  | Upsala IF                                                                                 | 36.29                | Samrawit Mengsteab | Örgryte IS                                                   | 37.06           |
| 4 km terräng lag   | Hälle IF            | Liv Dinis Ida Kraft Malin Agervig Kristiansson Tilda Knauer              | 21 p                  | Örgryte IS         | Samrawit Mengsteab Angelica Strandberg Johanna Larsson Johanna Gelfgren Hanna Michaëlsson | 25 p                 | Spårvägens FK      | Lisa Havell Ida Andersson Elina Johansson Josefin Heier      | 48 p            |
| 10 km terräng lag  | Örgryte IS          | Samrawit Mengsteab Angelica Strandberg Johanna Larsson Hanna Michaëlsson | 19 p                  | IFK Umeå           | Evelina Henriksson Klara Hofer Mattsson Malin Skoog                                       | 31 p                 | Hälle IF           | Liv Dinis Malin Agervig Kristiansson Tilda Knauer            | 34 p            |
| 37 km traillöpning | Johanna Gelfgren    | Örgryte IS                                                               | 3:12.26               | Greta Halldén      | Mölndals AIK                                                                              | 3:16.52              | Karin Spjuth       | IKHP Huskvarna                                               | 3:31.02         |
| 81 km traillöpning | Dagny Bengs         | Täby IS                                                                  | 7:11.37               | Maria Saxvall      | Borlänge LK                                                                               | 7:12.57              | Petra Klevmar      | Umara SC                                                     | 7:17.05         |
| 3 000 meter hinder | Emilia Lillemo      | Täby IS                                                                  | 9.28,99 0MR0, 0PB0    | Linn Söderholm     | Sävedalens AIK                                                                            | 9.54,33              | Julia Samuelsson   | Högby IF                                                     | 9.58,33         |
| 100 meter häck     | Lovisa Karlsson     | Högby IF                                                                 | 13,14w                | Johanna Carlsson   | Malmö AI                                                                                  | 13,46w               | Julia Wennersten   | IK Ymer                                                      | 13,69w          |
| 400 meter häck     | Moa Granat          | Turebergs FK                                                             | 56,98                 | Linnéa Frobe       | Täby IS                                                                                   | 58,47                | Hanna Karlsson     | IF Göta                                                      | 59,10           |
| 4 × 100 meter      | Mölndals AIK        | Michelle De Silva Olivia Lundberg Madeleine Winberg Ane Torine Iversen   | 45,94                 | Örgryte IS         | Fanny Runheim Lisa Lilja Clara Augustsson Cajsa Augustsson                                | 46,01                | Spårvägens FK      | Lola Woody Moa Hjelmer Jonna Claesson Tuva Lindqvist         | 46,57           |
| 4 × 400 meter      | Spårvägens FK       | Tuva Lindqvist Jonna Claesson Hanna Enlund Moa Hjelmer                   | 3.44,07               | IF Göta            | Irma Jonhed Lova Perman Lovisa Ellström Hanna Karlsson                                    | 3.47,87              | Täby IS            | Maria Södergren Lia Cederberg Linnéa Frobe Maja Sund         | 3.52,39         |
| 4 × 800 meter      | Spårvägens FK       | Fanny Szalkai Josefin Heier Frederica Richards Carmen Cernjul            | 8.51,30               | Hälle IF           | Majken Söderlund Larsson Ida Kraft Hanna Strand Nelly Elned                               | 8.54,08              | Täby IS            | Greta Graziani Lovisa Linde Linnéa Frobe Maja Sund           | 9.04,45         |
| 3 × 1 500 meter    | Spårvägens FK       | Ebba Broms Frederica Richards Carmen Cernjul                             | 13.48,44              | Hälle IF           | Liv Dinis Ida Kraft Hanna Strand                                                          | 13.48,66             | IFK Göteborg       | Ebba-Stina Bjuve Lovisa Emanuelsson Madeleine Björlin-Delmar | 13.59,57        |
| Gång 5000 m        | Monica Svensson     | Växjö AIS                                                                | 25.55,82 0SB0         | Eleonora Olsmats   | Umara SC                                                                                  | 27.16,52 0PB0        | Nashieli Karlström | Eskilstuna FI                                                | 28.11,40 0PB0   |
| Gång 10 km         | Eleonora Olsmats    | Umara SC                                                                 | 1:00.55 0PB0          | Nashieli Karlström | Eskilstuna FI                                                                             | 1:01.33 0PB0         | Anna Klöfver       | Axa SC                                                       | 1:09.56 0PB0    |
| Gång 20 km         | Monica Svensson     | Växjö AIS                                                                | 1:42.05 0SB0          | Kristina Ponting   | IF Udd                                                                                    | 3:28.26 0PB0         | Ingen medaljör     | Ingen medaljör                                               | Ingen medaljör  |
| 24-timmarslöpning  | Therese Fredriksson | Borås LK                                                                 | 233,400 km 0MR0, 0PB0 | Sandra Lundqvist   | Hälle IF                                                                                  | 218,920 km 0SB0      | Jessica Ström      | Umara SC                                                     | 211,533 km 0PB0 |

#### Teknikgrenar
| Gren          | Guld              | Guld             | Guld        | Silver               | Silver           | Silver     | Brons             | Brons          | Brons      |
| Höjdhopp      | Maja Nilsson      | Örgryte IS       | 1,89        | Ellen Ekholm         | Ullevi FK        | 1,87 0PB0  | Louise Ekman      | Gefle IF       | 1,85 0=SB0 |
| Stavhopp      | Sara Winberg      | Täby IS          | 4,14 0SB0   | Beate Pott           | Turebergs FK     | 4,14 0PB0  | Sandra Alvero     | IFK Växjö      | 4,07       |
| Längdhopp     | Emilia Kjellberg  | IF Göta          | 6,28        | Maja Åskag           | Råby-Rekarne FIF | 6,27       | Tilde Johansson   | Falkenbergs IK | 6,20       |
| Tresteg       | Maja Åskag        | Råby-Rekarne FIF | 13,83       | Emilia Sjöstrand     | Hellas FK        | 13,11w     | Ella Alvelin Malm | Mölndals AIK   | 13,04 0PB0 |
| Kulstötning   | Axelina Johansson | Hässelby SK      | 18,97 0=SB0 | Fanny Roos           | Malmö AI         | 18,57      | Sara Lennman      | Spårvägens FK  | 17,68      |
| Diskus        | Vanessa Kamga     | Hässelby SK      | 59,90       | Caisa-Marie Lindfors | Upsala IF        | 58,93      | Emma Ljungberg    | Spårvägens FK  | 53,02      |
| Släggkastning | Rebecka Hallerth  | Spårvägens FK    | 70,85       | Sara Forssell        | IF Göta          | 64,60      | Malin Garbell     | Upsala IF      | 62,77      |
| Spjutkastning | Beatrice Lantz    | Hässelby SK      | 54,38 0SB0  | Carolin Näslund      | IF Göta          | 52,30 0SB0 | Eunice Karlsson   | Eskilstuna FI  | 48,74      |

#### Övrigt
| Gren       | Guld           | Guld         | Guld    | Silver       | Silver    | Silver       | Brons         | Brons       | Brons        |
| Sjukamp    | Bianca Salming | Turebergs FK | 5 906 p | Erika Wärff  | IFK Växjö | 5 751 p 0PB0 | Elsa Wållgren | IK Lerum FI | 5 192 p 0PB0 |
| Lagtävling | Hässelby SK    | —            | 93,5 p. | Turebergs FK | —         | 90 p.        | Spårvägens FK | —           | 89 p.        |